# Ferrovia Cividale-Caporetto
La ferrovia Cividale-Caporetto (in sloveno Železniška proga Čedad - Kobarid) è stata una linea ferroviaria in concessione che ha collegato le Valli del Natisone con la parte mediana della vallata dell'Isonzo tra 1916 e il 1932.

## Storia

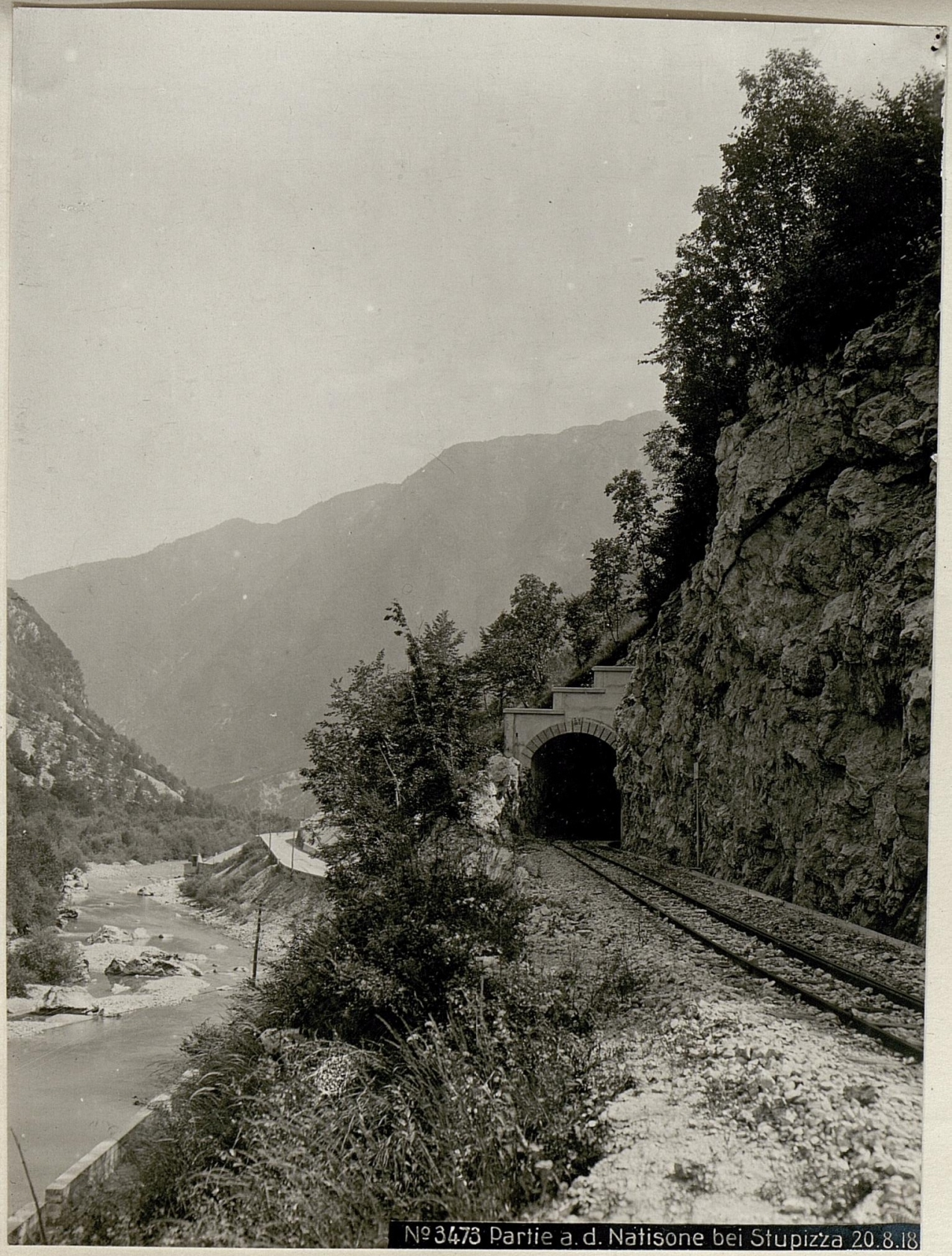
La ferrovia nei pressi di Stupizza

Nel 1915, nel corso della prima guerra mondiale, per consentire il trasporto di tutti i rifornimenti necessari al fronte italiano che si era aperto sull'Isonzo e che la strada del Pulfero non riusciva a smaltire, la Società Veneta iniziò la costruzione di una linea ferroviaria a scartamento ridotto e a binario unico tra Cividale del Friuli e la zona delle operazioni. La strada ferrata partiva dalla stazione di "Cividale Barbetta", ubicata nella parte orientale della città e dotata di numerosi e vasti magazzini, attraversava la valle del fiume Natisone parallelamente alla strada esistente e raggiungeva la cittadina di Susida, nelle vicinanze di Caporetto.
La ferrovia fu completata nel 1916 e inizialmente venne impiegata esclusivamente per le necessità militari anche se più volte le autorità locali richiesero l'autorizzazione all'utilizzo anche nell'ambito civile.
Nel 1917, durante la battaglia di Caporetto, la linea fu gravemente danneggiata nel tentativo di ritardare l'avanzata delle truppe dell'Impero austro-ungarico. Fu inoltre dato fuoco ai magazzini esistenti presso i capolinea, distrutto il ponte sul Natisone nelle vicinanze di Vernasso e reso inutilizzabile gran parte del materiale rotabile. Dopo la conquista della regione, i militari e i tecnici del genio ferroviario dell'esercito austroungarico iniziarono subito i lavori per ripristinare il percorso e riuscirono a riattivare il servizio già nei primi mesi del 1918.
Subito dopo l'armistizio, quando la zona ritornò sotto il controllo italiano, la linea risultò nuovamente danneggiata delle offensive intercorse nel frattempo per cui dovette essere ripristinata e ampliata dalle maestranze della Società Veneta. Furono tolte tutte le infrastrutture militari rimaste e vennero inoltre realizzati i seguenti potenziamenti:
- il prolungamento della linea di tre chilometri da Susida a Caporetto;
- il collegamento tra la stazione di Cividale Barbetta e la stazione ferroviaria della Udine-Cividale;
- la realizzazione di sei nuove stazioni in aggiunta alle dieci esistenti.

Il servizio fu riaperto il primo agosto del 1921, a utilizzo anche dei civili, con le corse potenziate da due a tre giornaliere per senso di marcia. Dopo il periodo di conduzione militare, la gestione fu affidata alla società "Eredi Binetti di Cividale" che mantenne in esercizio la linea fino alla sua dismissione.
Nell'agosto del 1932, a causa dell'aumento dei costi di esercizio e di manutenzione, l'attività risultò non più redditizia e, per le serie difficoltà finanziarie della società esercente e il mancato interesse di un intervento pubblico di sostegno, il servizio venne soppresso. Il collegamento tra le località venne assicurato dalla società "Autoservizi Rosina" di Cividale che ebbe la concessione per il trasporto a mezzo autobus.
Alla fine del primo decennio del XXI secolo rimangono ancora visibili solo pochi resti della linea ferroviaria: qualche galleria, tratti della massicciata con i muri di sostegno, i ruderi dei ponti nelle vicinanze di Vernasso e Stupizza e la stazione, oggi completamente ristrutturata, di Stupizza.

## Caratteristiche

La ferrovia nei pressi di Robis

La linea era una ferrovia realizzata a binario semplice, lunga, nella configurazione finale, 27.804 m. Lo scartamento adottato fu quello ridotto di 750 mm.

### Impianti
Nel periodo iniziale, le stazioni lungo il percorso erano Cividale Barbetta, Ponte San Quirino, San Pietro al Natisone, Brischis, Pulfero, Loch, Stupizza, Poiana, Robis e Susida.
Nei pressi della stazione di Cividale Barbetta vennero costruiti enormi magazzini, collegati sia alla linea a scartamento ridotto, sia alla ferrovia a scartamento standard per Udine. Altre infrastrutture furono realizzate presso la stazione di arrivo del paese di Susida, che venne preferito a Caporetto, distante solo tre chilometri, in quanto riparato dai tiri dell'artiglieria nemica.
Anche le altre stazioni furono dotate di magazzini, di rampe per movimentare le merci e di sistemi idraulici per il rifornimento dell'acqua necessaria alle locomotive. Grandi lavori vennero effettuati infine presso la stazione di Robis dove l'esercito costruì un grande complesso di magazzini, un esteso parco di binari, ricoveri per il materiale rotabile e la piattaforma girevole per invertire il senso di marcia delle motrici.
A seguito dei lavori di potenziamento effettuati dopo il conflitto, furono aggiunte le stazioni di Sanguarzo, Vernasso, Sorzento, Ponteacco, Tiglio e Caporetto e fu realizzato il collegamento con la stazione ferroviaria della Udine Cividale.

## Percorso
| Unknown route-map component "exKBHFa" |

| Unknown route-map component "exHST" |

| Unknown route-map component "exBHF" |

| Unknown route-map component "exhKRZWae" |

| Unknown route-map component "exHST" |

| Unknown route-map component "exhKRZWae" |

| Unknown route-map component "exBHF" |

| Unknown route-map component "exHST" |

| Unknown route-map component "exBHF" |

| Unknown route-map component "exHST" |

| Unknown route-map component "exHST" |

| Unknown route-map component "exHST" |

| Unknown route-map component "exHST" |

| Unknown route-map component "exBHF" |

| Unknown route-map component "exhKRZWae" |

| Unknown route-map component "exHST" |

| Unknown route-map component "exHST" |

| Unknown route-map component "exHST" |

| Unknown route-map component "exBHF" |

| Unknown route-map component "exKBHFe" | Head station |

|  | Continuation forward |

La stazione di Cividale Barbetta

Militari alla stazione di Stupizza

Il trenino della Cividale - Caporetto

La linea ferroviaria partiva dalla stazione di Cividale Barbetta e proseguiva, sulla riva destra del fiume Natisone, verso Ponte san Quirino; a Vernasso oltrepassava il ponte e avanzava sulla riva sinistra del corso d'acqua. Passava quindi nelle prossimità di San Pietro al Natisone, Sorzento, Ponteacco, Brischis, Pulfero e Stupizza. Più avanti, circa 2 chilometri dopo la stazione di Poiana, la ferrovia ritornava sulla riva destra del Natisone e proseguiva nella stretta gola compressa tra i monti Matajur e Mia. Prima della stazione di Robič, tornava sulla sponda sinistra e terminava il percorso inizialmente a Sužid e, dopo il 1921, alla stazione di Caporetto.
L'altitudine della linea ferrata andava dai 132 metri s.l.m. di Cividale Barbetta a un massimo di 250 metri s.l.m. di Robis, da dove decresceva fino ai 235 metri s.l.m. del capolinea di Caporetto.
La pendenza superava il 10 per mille nelle tratte Vernasso-San Pietro al Natisone, Sorzento-Ponteacco, Brischis-Pulfero, Poiana-Robis e raggiungeva il massimo dell'11,6 per mille nel percorso da Loch a Stupizza.

## Traffico

La stazione di Stupizza in attività

Inizialmente, durante la costruzione e l'avvio dell'attività, vennero utilizzate locomotive militari del parco delle ferrovie da campo. Nello stesso anno 1916, a servizio avviato, la Società Veneta mise in esercizio dieci locomotive a due assi a vapore saturo di costruzione Breda (matricole dal 1690 al 1699).
Nel 1918, dopo la riparazione dei danni causati durante la ritirata di Caporetto, ripresero a viaggiare, sotto il controllo del Comando austroungarico preposto all'esercizio della tratta, due coppie di treni che assicuravano due trasporti giornalieri per senso di marcia della durata di poco inferiore alle tre ore.
Alla fine della guerra, sulla linea erano rimaste sette locomotive, undici vetture e ottantasei carri merci.

Dopo il ripristino e la ristrutturazione della ferrovia, il traffico riprese con solo due convogli che garantivano tre viaggi giornalieri per senso di marcia dalla durata di circa un'ora e quaranta minuti. I treni erano composti, ordinariamente, da 3 o 4 vagoni.
Non esistendo presso la stazione di Caporetto alcuna piattaforma girevole, il convoglio si muoveva in retromarcia fino alla stazione di Robis. Da lì, dopo la rotazione del senso di marcia della locomativa, continuava la corsa verso Cividale, dove arrivava in orari adatti ad assicurare la coincidenza con i treni per Udine.

### Orari ferroviari

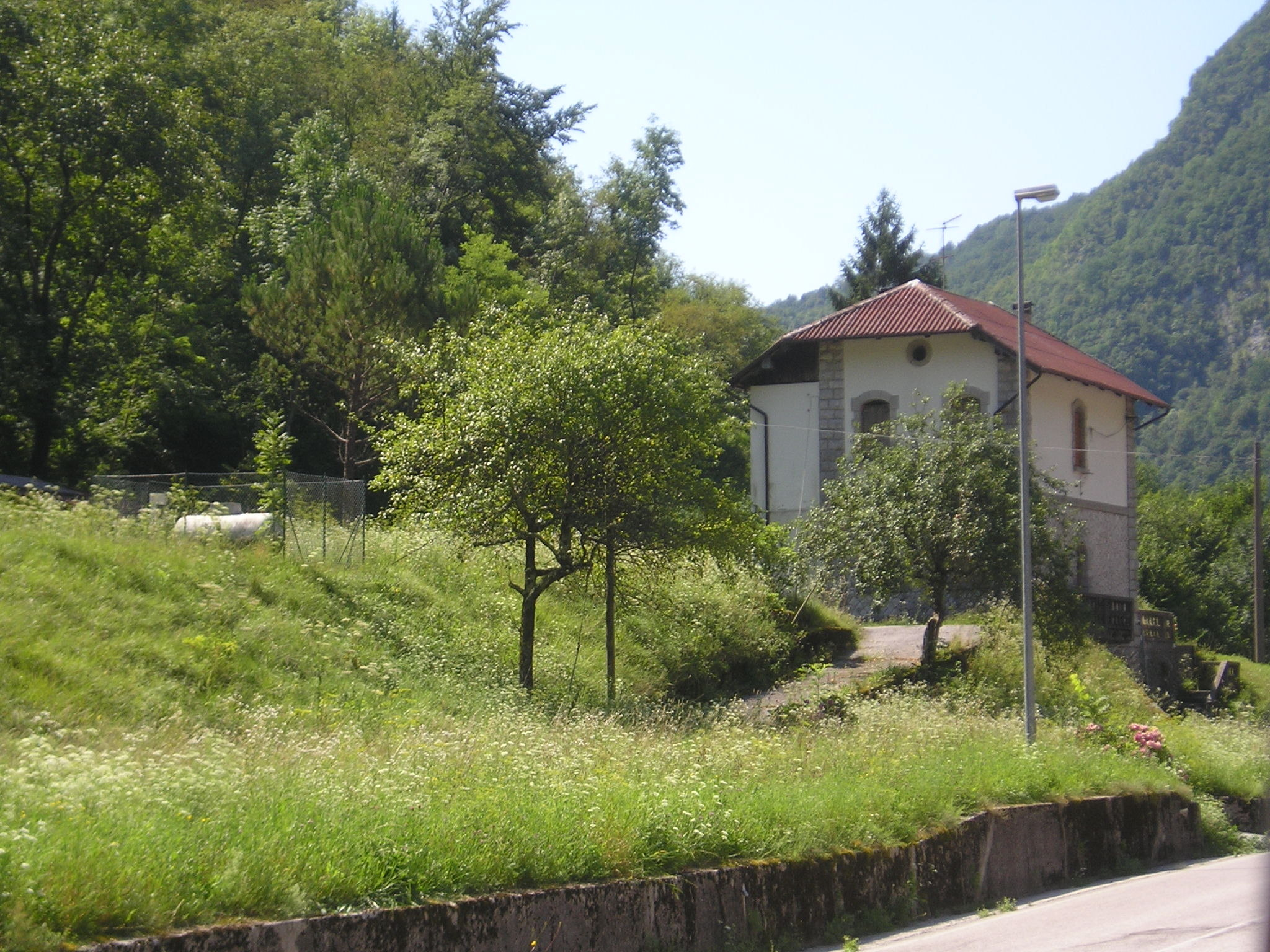
La stazione di Stupizza nel 2008.

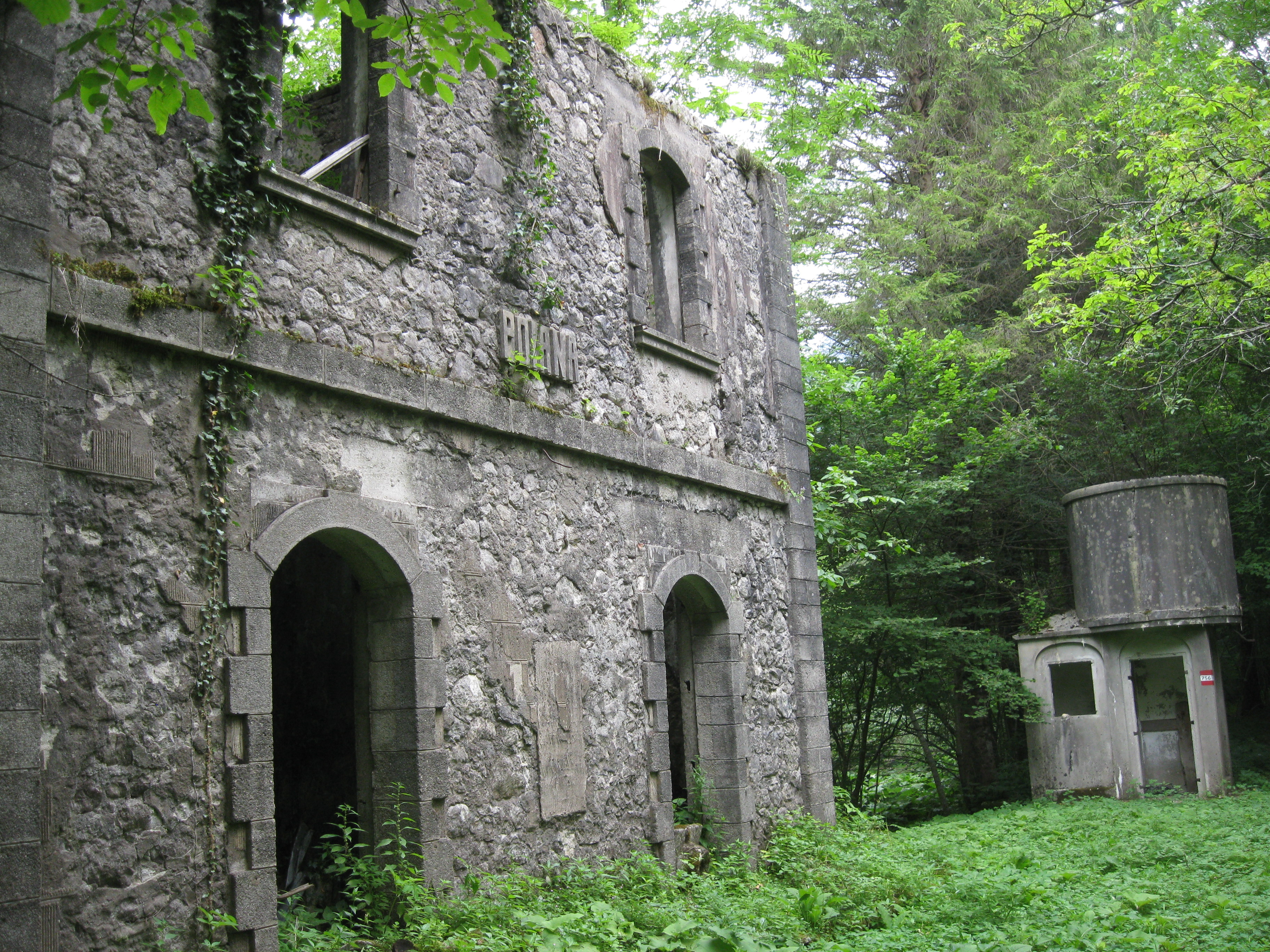
La stazione di Poiana nel 2012.

L'orario ferroviario in vigore il 15 maggio del 1918 era il seguente:
| Ora   | Ora  | Km | Stazione                | Ora   | Ora  |
| ----- | ---- | -- | ----------------------- | ----- | ---- |
| 10.30 | 6.00 | 0  | Cividale Schmalspurbahn | 10.19 | 5.49 |
| 10.54 | 6.24 | 4  | Ponte San Quirino       | 9.59  | 5.29 |
| 11.10 | 6.40 | 6  | San Pietro al Natisone  | 9.45  | 5.15 |
| 11.37 | 7.07 | 11 | Brischis                | 9.12  | 4.42 |
| 11.53 | 7.23 | 12 | Pulfero                 | 9.02  | 4.32 |
| 12.15 | 7.45 | 15 | Stupizza                | 8.35  | 4.05 |
| 12.36 | 8.06 | 18 | Poiana                  | 8.15  | 3.45 |
| 13.03 | 8.33 | 22 | Robič                   | 7.47  | 3.17 |
| 13.13 | 8.46 | 25 | Sužid                   | 7.25  | 2.55 |

Dall'esame degli orari riportati, si vede che le corse giornaliere erano due per senso di marcia e che il viaggio durava dalle due ore e tre quarti alle due ore e cinquantacinque minuti.
Veniva inoltre effettuata, nel pomeriggio, la corsa di un treno merci privo di qualsiasi vettura passeggeri.
Dopo la fine delle ostilità e la ristrutturazione della linea, l'orario esposto nell'atrio della stazione di Caporetto il 1º novembre 1922 era:
| 5.–– | 11.10 | 16.18 | CAPORETTO              | 10.40 | 14.24 | 19.56 |
| 5.08 | 11.18 | 16.26 | Susida (Sužid)         | 10.32 | 14.16 | 19.48 |
| 5.17 | 11.27 | 16.35 | Robis (Robič)          | 10.24 | 14.08 | 19.40 |
| 5.28 | 11.38 | 16.46 | Poiana                 | 10.12 | 13.56 | 19.28 |
| 5.38 | 11.48 | 16.56 | Stupizza               | 10.03 | 13.47 | 19.19 |
| 5.49 | 11.59 | 17.07 | Loch                   | 9.51  | 13.35 | 19.07 |
| 5.53 | 12.03 | 17.11 | Pulfero                | 9.48  | 13.32 | 19.04 |
| 5 56 | 12.06 | 17.14 | Brischis               | 9.44  | 13.28 | 18.58 |
| 6.02 | 12.12 | 17.20 | Tiglio                 | 9.39  | 13.23 | 18.53 |
| 6.04 | 12.14 | 17.22 | Ponteacco              | 9.36  | 13.20 | 18.50 |
| 6.07 | 12.17 | 17.25 | Sorzento               | 9.33  | 13.17 | 18.47 |
| 6.12 | 12.22 | 17.30 | San Pietro al Natisone | 9.29  | 13.13 | 18.43 |
| 6.16 | 12.26 | 17.34 | Vernasso               | 9.24  | 13.08 | 18.38 |
| 6.19 | 12.29 | 17.37 | S. Quirino             | 9.21  | 13.05 | 18.35 |
| 6.25 | 12.35 | 17.43 | S. Guarzo              | 9.15  | 12.59 | 18.29 |
| 6.36 | 12.46 | 17.54 | Cividale Barbetta      | 9.06  | 12.50 | 18.20 |
| 6.40 | 12.50 | 17.58 | CIVIDALE Staz. Ferr.   | 9.––  | '     | '     |

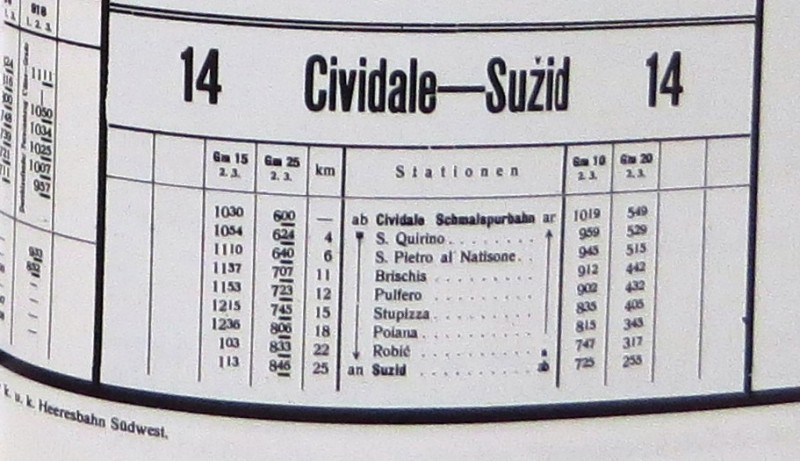
L'orario ferroviario del maggio 1918

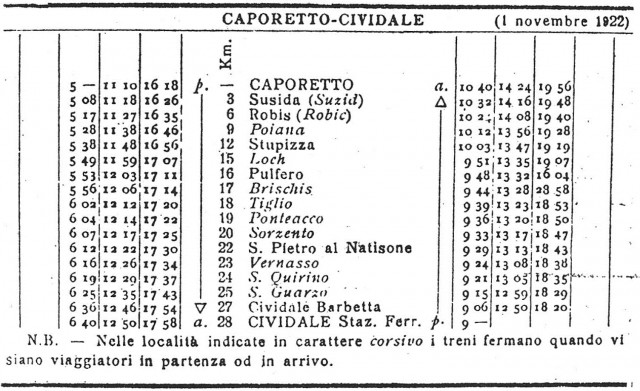
L'orario ferroviario del novembre 1922

In calce all'orario era presente la seguente nota: Nelle località indicate in carattere corsivo i treni fermano quando vi siano viaggiatori in partenza o in arrivo.
Il servizio era svolto da due convogli che assicuravano tre corse giornaliere per senso di marcia; il tempo di percorrenza si era ridotto a un'ora e quaranta minuti.
Venivano inoltre realizzate, con una certa frequenza, corse aggiuntive per consentire alle comitive dei reduci della prima guerra mondiale e dei familiari dei caduti, di visitare i campi di battaglia e i numerosi cimiteri militari situati nelle vicinanze di Caporetto.
L'orario ferroviario esposto a Cividale nell'anno 1923 riportava, nel prospetto, solamente i tempi di percorrenza presso le stazioni, tralasciando quelli delle fermate dove il convoglio sostava solo se vi erano passeggeri in partenza o in arrivo:
| Km | Stazione               | Ora   | Ora   | Ora   | Stazione               | Ora  | Ora   | Ora   |
| -- | ---------------------- | ----- | ----- | ----- | ---------------------- | ---- | ----- | ----- |
| 0  | Cividale Ferrovia      | 9.00  |       |       | Caporetto              | 5.00 | 11.10 | 16.18 |
| 1  | Cividale Barbetta      | 9.06  | 12.51 | 18.20 | Robič                  | 5.17 | 11.27 | 16.35 |
| 6  | San Pietro al Natisone | 9.29  | 13.13 | 18.43 | Stupizza               | 5.38 | 11.48 | 16.56 |
| 12 | Pulfero                | 9.48  | 13.32 | 19.04 | Pulfero                | 5.53 | 12.03 | 17.11 |
| 16 | Stupizza               | 10.03 | 13.47 | 19.19 | San Pietro al Natisone | 6.12 | 12.22 | 17.30 |
| 22 | Robič                  | 10.24 | 14.08 | 19.40 | Cividale Barbetta      | 6.36 | 12.46 | 17.54 |
| 28 | Caporetto              | 10.40 | 14.24 | 19.56 | Cividale Ferrovia      | 6.40 | 12.50 | 17.58 |

Nelle giornate del 1º maggio, 15 giugno, 15 agosto (santa Maria Assunta) e 8 settembre (Natività di Maria), il convoglio si riempiva di pellegrini che lo utilizzavano per raggiungere la stazione di San Pietro al Natisone per poi proseguire, a piedi, sino al santuario della Beata Vergine di Castelmonte.